# Alchemilla dagestanica
Alchemilla dagestanica är en rosväxtart som beskrevs av Sergei Vasilievich Juzepczuk. Alchemilla dagestanica ingår i släktet daggkåpor, och familjen rosväxter. Inga underarter finns listade i Catalogue of Life.